# Equipo de Copa Davis de Alemania
El Equipo alemán de Copa Davis es el representativo de Alemania en la máxima competición internacional a nivel de naciones del tenis.

## Historia
Alemania comenzó a participar en la disputa por la ensaladera de plata en la edición número 12 cuando aún se llamaba International Lawn Tennis Challenge. Desde entonces ha obtenido el título en 3 ocasiones (1988, 1989 y 1993) y llegando a la final 2 veces (1970 y 1985).
Desde 1961 hasta 1989 jugó bajo el nombre de Alemania Federal.

### Títulos
- 1988:

En la Copa Davis 1988, llegando a su tercer final logró su primer título, venciendo en la final a Suecia por 4:1 como visitante.
- 1989:

Nuevamente en la edición de 1989 logra el título, venciendo otra vez a Suecia, pero esta vez por 3:2 como local.
- 1993:

La edición número 82 volvió a tener al equipo alemán como dueño. Resultó ganador luego de vencer al conjunto australiano por 4:1 en Düsseldorf.

### Victorias y derrotas
|           | Total | Tierra | Carpeta | Césped | Dura | Indoor | Outdoor |
| --------- | ----- | ------ | ------- | ------ | ---- | ------ | ------- |
| Victorias | 132   | 41     | 20      | 3      | 7    | 32     | 38      |
| Derrotas  | 68    | 30     | 7       | 10     | 5    | 12     | 40      |

## Actualidad
En la Copa Davis 2008, Alemania se enfrentó a Corea del Sur como local por la primera ronda del Grupo Mundial. La serie se jugó en Brunswick sobre canchas lentas y se impuso el local por 3-2. En cuartos de final recibió a España sobre canchas duras indoors en la ciudad de Bremen. A pesar de la ligera superficie fue poco lo que pudo hacer ante el equipo liderado por Rafael Nadal y David Ferrer, ambos entre los 5 mejores del ranking mundial. La serie favoreció al visitante por 4-1.
En 2009 seguirá compitiendo en el Grupo Mundial y hará su debut ante Austria como local.

### Plantel
| Jugador               | Individuales | Dobles |
| --------------------- | ------------ | ------ |
| Philipp Kohlschreiber | 16 - 12      | 4 - 3  |
| Peter Gojowczyk       | 1 - 1        | 0 - 0  |
| Jan-Lennard Struff    | 4 - 3        | 3 - 0  |
| Alexander Zverev      | 4 - 4        | 0 - 1  |
| Tim Pütz              | 0 - 0        | 3 - 0  |